# Lars Erichsen
Lars Erichsen (flor. 1720-1732) var en dansk murermester og bygmester.
Lars Erichsen var hofmurermester, var en af de mange dygtige håndværksmestre i København i 1700-tallet og samarbejdede ofte med andre af tidens murermestre. Sammen med murermester Søren Sørensen synes Erichsen at have stået for den nye udformning af Professorboligen, Nørregade 10. Bygningen har tidligere været tilskrevet Johan Cornelius Krieger, men Krieger optræder ikke i det bevarede arkivmateriale. Lars Erichsen var åbenbart velbevandret i barokkens formsprog.

## Værker
- Reparation af Sønder Dalby Kirke (1720)[1]
- Reparations- og istandsættelsesarbejder ved Ølsted Kirke; Lynge Kirke; Græse Kirke; Veksø Kirke og Slagslunde Kirke (udført 1722-23, sammen med Søren Sørensen og Anders Jacobsen, kontrakt 19. januar 1722)
- Rytterskole i Nørrejylland (1720'erne, efter egen tegning)
- Genopførelse og ny udformning af Professorboligen, Nørregade 10, København (1729-32, sammen med murermester Søren Sørensen)